# Bolbelasmus arcuatus
Bolbelasmus arcuatus is een keversoort uit de familie cognackevers (Bolboceratidae). De wetenschappelijke naam van de soort werd in 1887 gepubliceerd door Henry Walter Bates.